# Hierosaurus
Hierosaurus („posvátný ještěr“) byl rod ankylosaurního dinosaura z čeledi Nodosauridae. Žil v oblasti současného amerického Kansasu (při pobřeží někdejšího Velkého vnitrozemského moře) v období pozdní křídy (raný kampán, asi před 87 až 82 miliony let).

## Historie

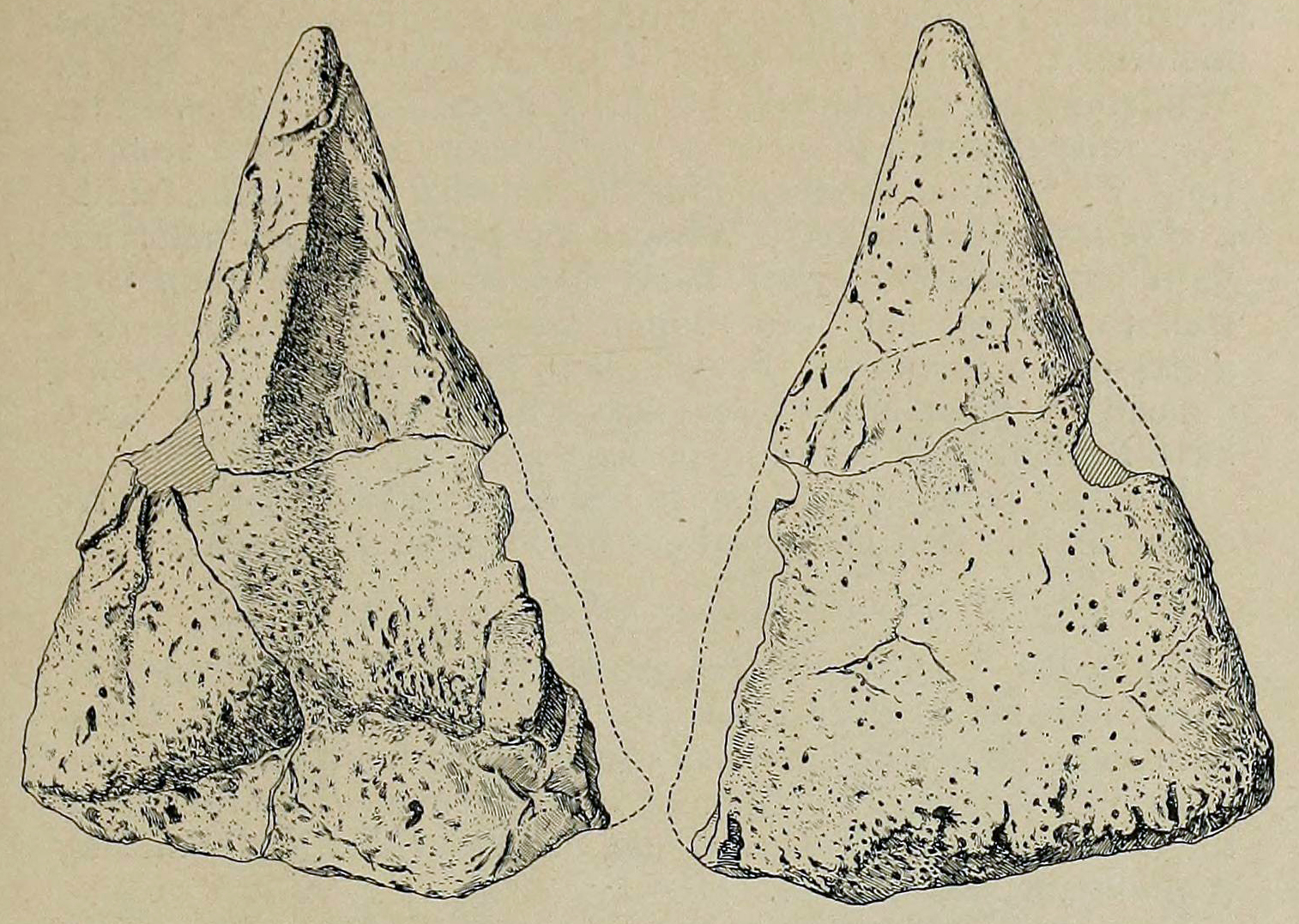
Fosilie „trnu“ v pancíři hierosaura.

Fosilie tohoto nodosaurida byly objeveny Charlesem H. Sternbergem v sedimentech souvrství Niobrara (člen Smoky Hill Chalk). V roce 1909 na základě fosilií v podobě lebečních a postkraniálních osteodermů (zkostnatělých plátků) popsal typový druh H. sternbergii paleontolog George R. Wieland. Dnes je nicméně rod Hierosaurus považován za nomen dubium (pochybné vědecké jméno) a druhý popsaný druh H. coleii, byl roku 1995 přeřazen do rodu Niobrarasaurus.
Hierosaurus měřil na délku asi 4 metry mohl vážit zhruba půl tuny. Někteří paleontologové se domnívají, že se ve skutečnosti jedná o zástupce rodu Nodosaurus.